# Processos eòlics

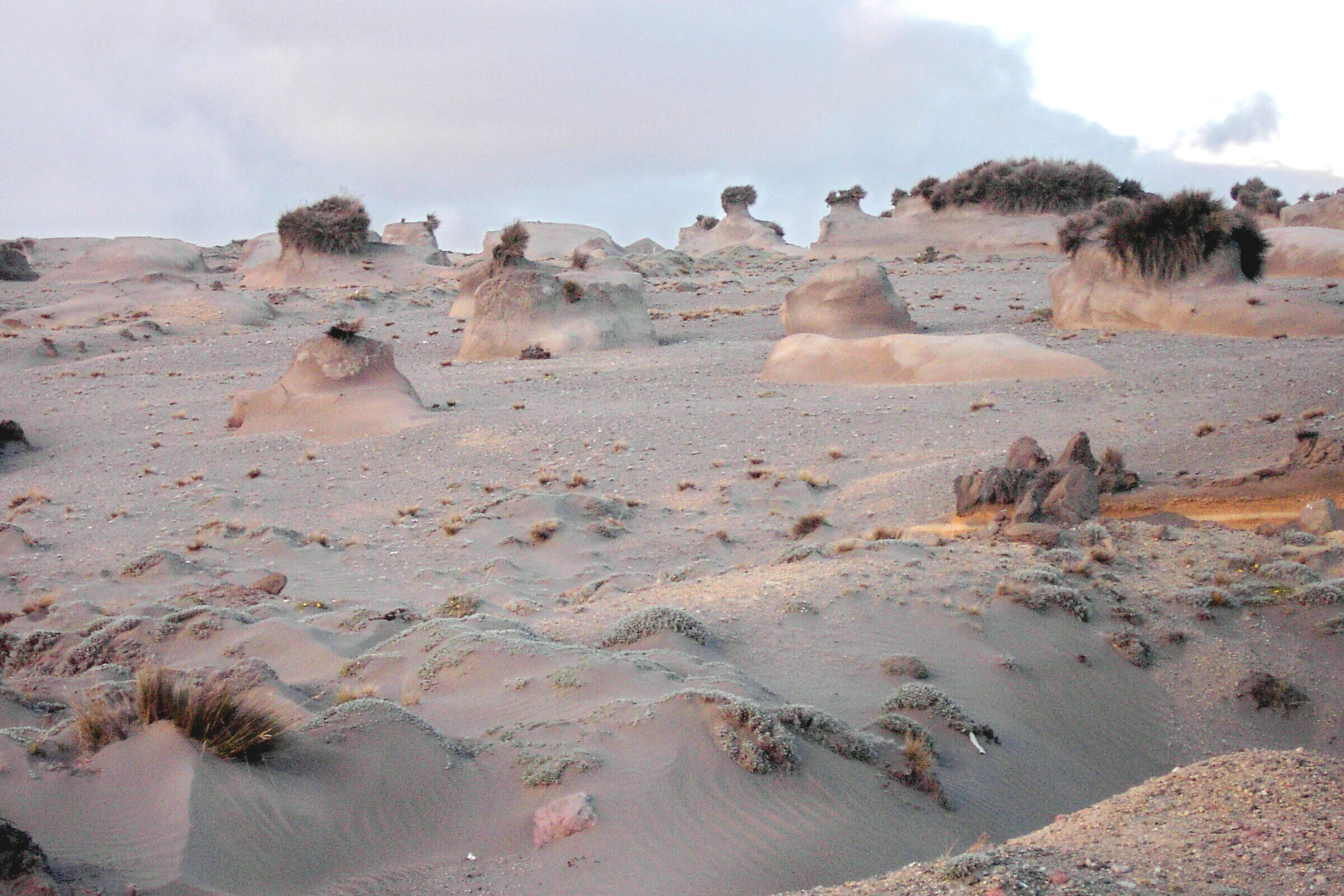
Páramos de les faldes del Chimborazo, (Equador), mostrant severa erosió eòlica.

El vent és un agent de modelatge del relleu que pot arrossegar grans quantitats de pols a través del món, però els grans de sorra només poden ser transportats distàncies relativament curtes. El quars és el mineral més abundant a les partícules de sorra; normalment és resistent a la meteorització química, a la dissolució i a l'abrasió.
La sorra es troba distribuïda per tota la superfície terrestre, però particularment als deserts, les costes, estuaris de rius i espais que han registrat glaciacions. Sembla que l'aigua podria haver sigut l'agent original que ocasionà la concentració de les potents masses de sorra dels deserts, el vent seria l'agent de redistribució i la gènesi d'un ample mostrari de formes sedimentàries. Molts dels grans jaciments, especialment els anomenats mars de sorra o ergs, semblen el resultat d'una important activitat fluvial durant el Quaternari.

## El vent com a agent d'erosió

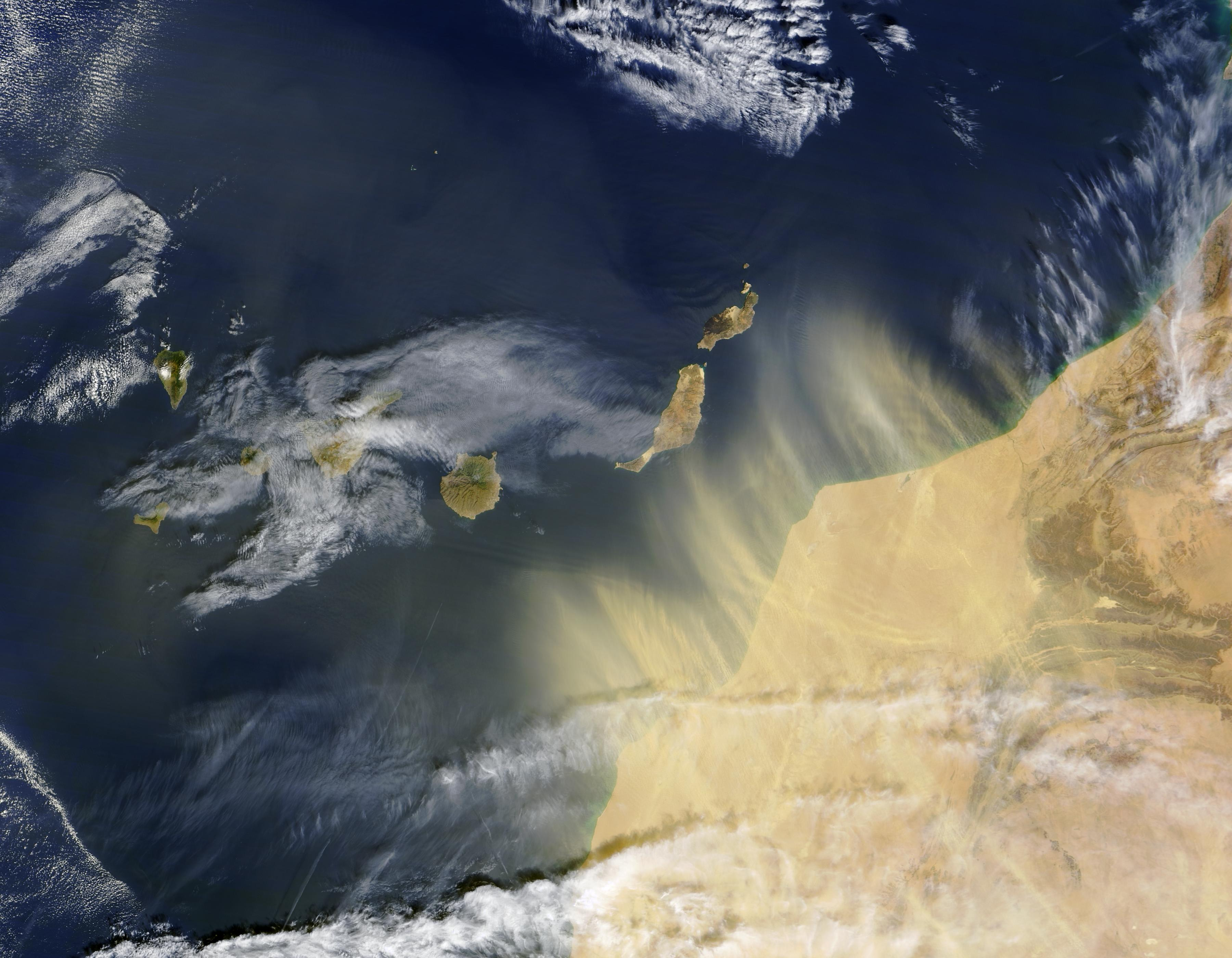
Núvol de sorra provinent del desert del Sàhara sobre les Illes Canàries, efecte conegut com a pols en suspensió, calitja o xaloc. Imatge NASA, 17-02-2004

El vent és un eficaç agent d'erosió capaç d'arrancar, aixecar i transportar partícules, tanmateix, la seva capacitat per erosionar roques compactes i dures és limitada. Si la superfície està constituïda per roca dura, el vent és incapaç de provocar canvis apreciables a causa del fet que la força cohesiva del material excedeix la força exercida pel vent. Únicament en aquells llocs on la superfície exposada conté partícules minerals soltes o poc cohesives, el vent pot manifestar tot el seu potencial d'erosió i transport. La velocitat determina la capacitat del vent per erosionar i arrossegar partícules, però també hi influeix el caràcter dels materials, la topografia del terreny, l'eficàcia protectora de la vegetació, etc.,
En el fenomen d'erosió eòlica, és determinant la superfície sobre la qual actua el vent. La seva alteració no es limita a punt o àrees limitades com passa amb l'erosió hídrica; l'acció del vent s'exerceix sobre la totalitat de la superfície. En espais amples l'erosió produeix sovint excavacions de depressions poc profundes anomenades fosses, depressions o conques de deflació. S'originen en àrees més o menys planes i desproveïdes de vegetació on el sòl està exposat a l'acció del vent. Les partícules fines (argiles i llims) són aixecades per corrents verticals que sobrepassen les velocitats de decantació; la pols es difon a l'atmosfera fins a alçades que va des de pocs metres a diversos milers. L'alçada depèn de la intensitat de la turbulència del vent, de la seva durada i de la mida de les partícules. Com a resultat, pot produir-se un dens núvol, anomenat tempesta de pols.

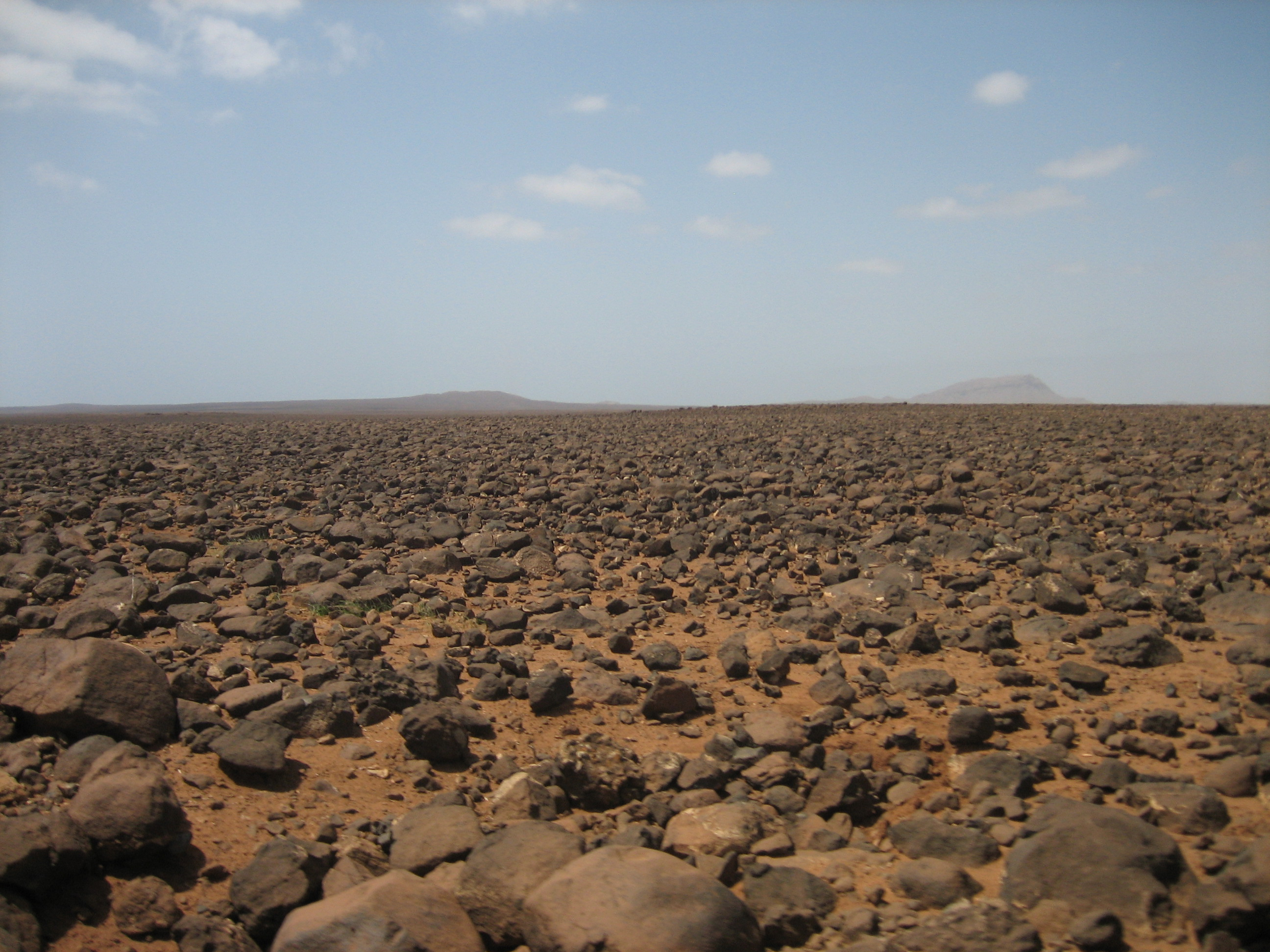
Desert pedegrós o hammada a l'illa de Boa Vista, (Cap Verd)

El caràcter selectiu de l'erosió eòlica en prendre partícules fines i deixar graves i cairells, massa grans pel seu transport, origina el denominat desert de pedra, hammada o erg. Aquests altiplans entapissats de fragments rocosos on el material fi ha sigut pràcticament eliminat pel vent, i on l'acció de la termoclàstia és molt activa, presenten, a vegades, vastíssims desenvolupaments com a l'«Hammada de Guir» al Marroc-Algèria i «Hammada al Hamrah» a Líbia.
Les superfícies exposades dels cairells i afloraments del substrat rocós poden presentar una pel·lícula de tonalitat gairebé negra anomenada vernís desèrtic. Està format per un recobriment d'òxid de manganès o de ferro, portat a la superfície per solució (capil·laritat) i depositat com una llustrosa pel·lícula sobre les superfícies llises per evaporació. En alguns llocs, l'evaporació de la humitat capil·lar deixa enrere un depòsit de carbonat de calci o guix que actua com ciment, endurint el paviment i convertint-lo en una cuirassa d'aspecte conglomeràtic.
Una altra forma d'erosió del vent és la coneguda com abrasió o corrosió eòlica, en la que grans o partícules minerals dures, normalment quars, colpegen o esgarrinxen les superfícies rocoses i els obstacles que afloren. Aquesta acció del vent carregat de partícules sòlides es limita a les primeres desenes de centímetre banals d'un penya-segat, turó o un altre aflorament que destaqui sobre un pla més o menys horitzontal. La corrosió origina orificis, estries i entallaments a les roques; si la massa rocosa destaca sobre un pla, pot ser erosionat per la base i adoptar la forma d'un bolet, per la qual cosa es denominen roques fungiformes.

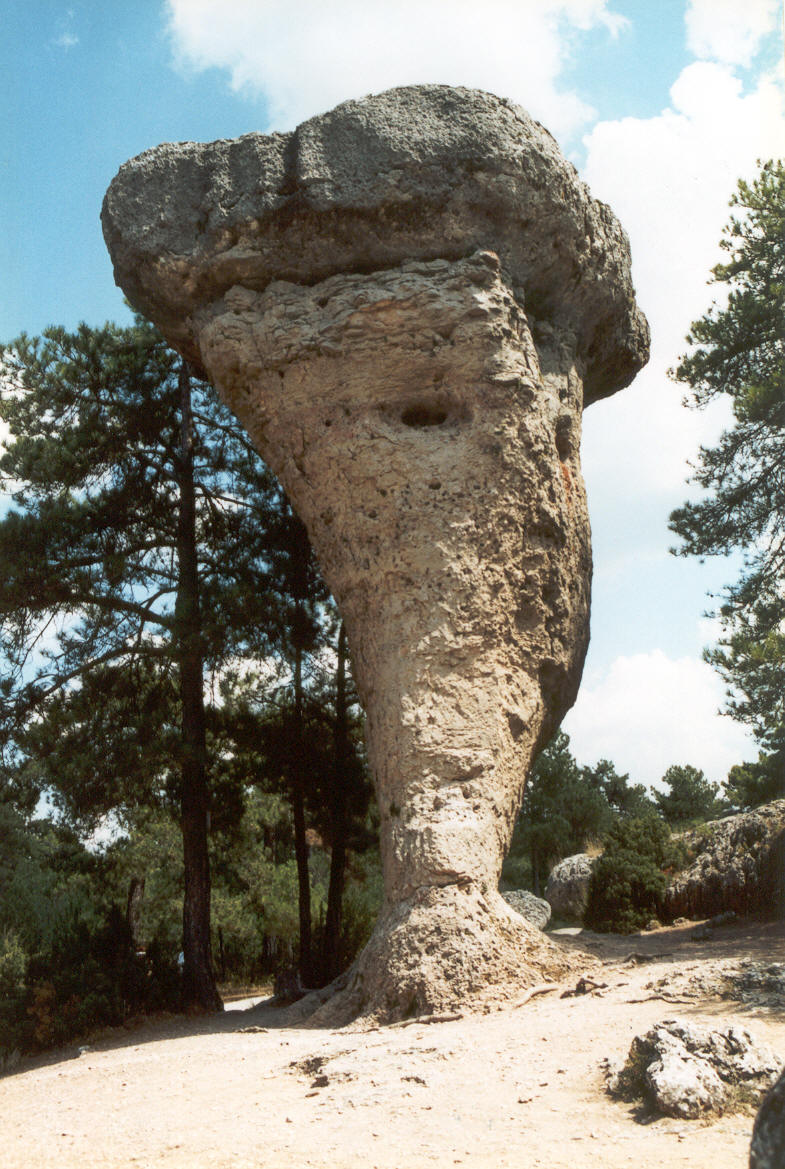
Exemple d'erosió diferencial en la La Ciudad Encantada, (Conca). El vent i la pluja van desgastant la base de la columna, constituïda per un material més tou que la zona superior.

Allí on existeix una alternança d'estrats tous i durs, l'acció del vent és altament selectiva; les zones menys resistents són desgastades més ràpidament que les dures, que acaben per destacar vigorosament com sortints i cornises amb profundes i llargues estries o passadissos, alineats paral·lelament segons la direcció del vent. A aquests modelats esculpits en crestes i passadissos soscavats se'ls dona el nom de yardangs. En aquelles àrees amb blocs i cairells poc consolidats o aïllats, el vent els bisella del costat d'on bufa tallant una superfície polida; si la direcció del vent canvia o el cairell és mogut, pot ser tallat en diverses cares separades per arestes. Aquests cairells s'anomenen ventifactes; quan es modelen de manera bastant perfecta amb cares que es tallen en tres vores agudes reben el nom de dreikanters.

## El transport de sediments pel vent
El vent desplaça les partícules soltes, bàsicament, segons els mateixos mecanismes que les escorranties hídriques, en funció de la mida del gra i de la velocitat del fluid. Els grans de sorra viatgen a favor del vent, romanent a prop de la superfície, separant-se gradualment de les partícules més gruixudes que pesen massa perquè el vent les desplaci lluny. D'aquesta manera s'origina una massa característica de sediments coneguda com a sorra eòlica o sorra de duna, les partícules de la qual tenen un diàmetre d'entre 0,1 i 1 mm, composta en gran part per quars, per ser el mineral amb una duresa i resistència química que el converteixen en el més durador dels materials que contenen les roques. Els grans de quars transportats pel vent ofereixen formes arrodonides i les seves superfícies estan cobertes de microscòpiques fractures per l'impacte d'uns grans contra altres.
Les partícules més grosses són transportades per rodolament, reptació i lliscament sobre la superfície; els grans de sorra són capaços de viatjar per saltació elevant-se fins a alçades de 2 o 3 metres en alguns casos. Les partícules fines (llims i argiles) poden desplaçar-se en suspensió i ser elevades a grans alçades pels corrents ascendents, tan freqüents a les regions càlides.
Saltació i suspensió són els mecanismes més importants del transport eòlic. Les partícules realitzen salts a favor del vent; després de l'impacte amb grans a la superfície, poden rebotar de nou i elevar-se. D'aquesta manera, el vent transfereix energia cinètica al gra, el qual, en topar amb la superfície de sorra, disloca altres partícules i pot projectar-les enlaire. Les partícules de llim i argila poden romandre en suspensió amb vent turbulent, i fins i tot gairebé indefinidament pels grans molt petits. Les grans tempestes de sorra eleven partícules fins a 250 metres d'altura i avancen amb velocitats que poden arribar a assolir els 200 m/s. S'ha estimat que entre 500 i 1.000 milions de tones de pols són transportades des de totes les fonts cada any. Algunes de les més potents tempestes de pols del Sàhara arriben als països meridionals d'Europa i fins i tot arriben a les costes orientals d'Amèrica del Sud, creuant l'oceà Atlàntic.

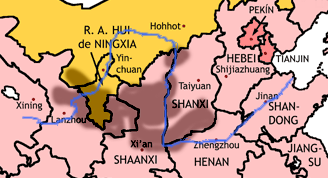
Mapa de la mes de loess del riu Groc (Xina)

Altres càlculs estimen que en 1 km³ d'aire hi poden viatjar, en suspensió, unes 900 tones de pols. Tenint això en compte, una tempesta de pols de 500 km de diàmetre podria transportar més de 90 x 106 tm de pols, suficient per construir un turó de 3 km de base i 30 m d'alçada. El transport de sediments pel vent és realitzat per rodolament, reptació, lliscament, saltació i suspensió. Els grans grossos ho fan pels tres primers mecanismes citats, els de mida mitjana per saltació i els més fins per suspensió.
El vent és també, almenys en part, responsable de la formació d'un depòsit groguenc, homogeni, de gra fi i sense estratificar: el loess. La majoria de les opinions estan d'acord que la seva gènesi és deguda als núvols de pols que foren dispersats a partir dels depòsits glacials i fluvioglaciars, pels vents forts anticiclònics que bufaven des de les vastes capes de gel continentals del Plistocè. Es creu que els potents depòsits de loess d'Europa central, Rússia, Xina, Estats Units, Argentina, Nova Zelanda i altres llocs, foren sedimentats, prioritàriament, en èpoques interglacials o postglacials, en condicions climàtiques més seques i fredes que les existents avui. A la Xina, per exemple, l'extensa superfície de loess, al voltant de 750.000 km², té un gruix de més de 250 m i les seves capes banals foren depositades fa uns 2,4 milions d'anys, segons els mesuraments paleomagnètics.
La mida de les partícules de loess és majoritàriament la dels llims, entre 4 i 60 micres de diàmetre, malgrat que entre un 5 i 30%, poden ser partícules de la mida de l'argila. Els sòls procedents d'aquest tipus de depòsit són d'alta qualitat i solen produir excel·lents collites.

Un núvol de pols africana provinent del desert del Sàhara que creua l'Atlàntic i arriba fins al Carib. Font:NASA

## Sedimentació eòlica
La sedimentació i les construccions dunars correlatives són les que expressen més comunament la morfogènesi del vent en els dominis àrids i sectors costaners, per l'extensió dels espais que cobreixen, per la diversitat de tipus i per les considerables dimensions que assoleixen a vegades. Els depòsits de sorra se solen classificar, per la seva mida, en tres tipus:

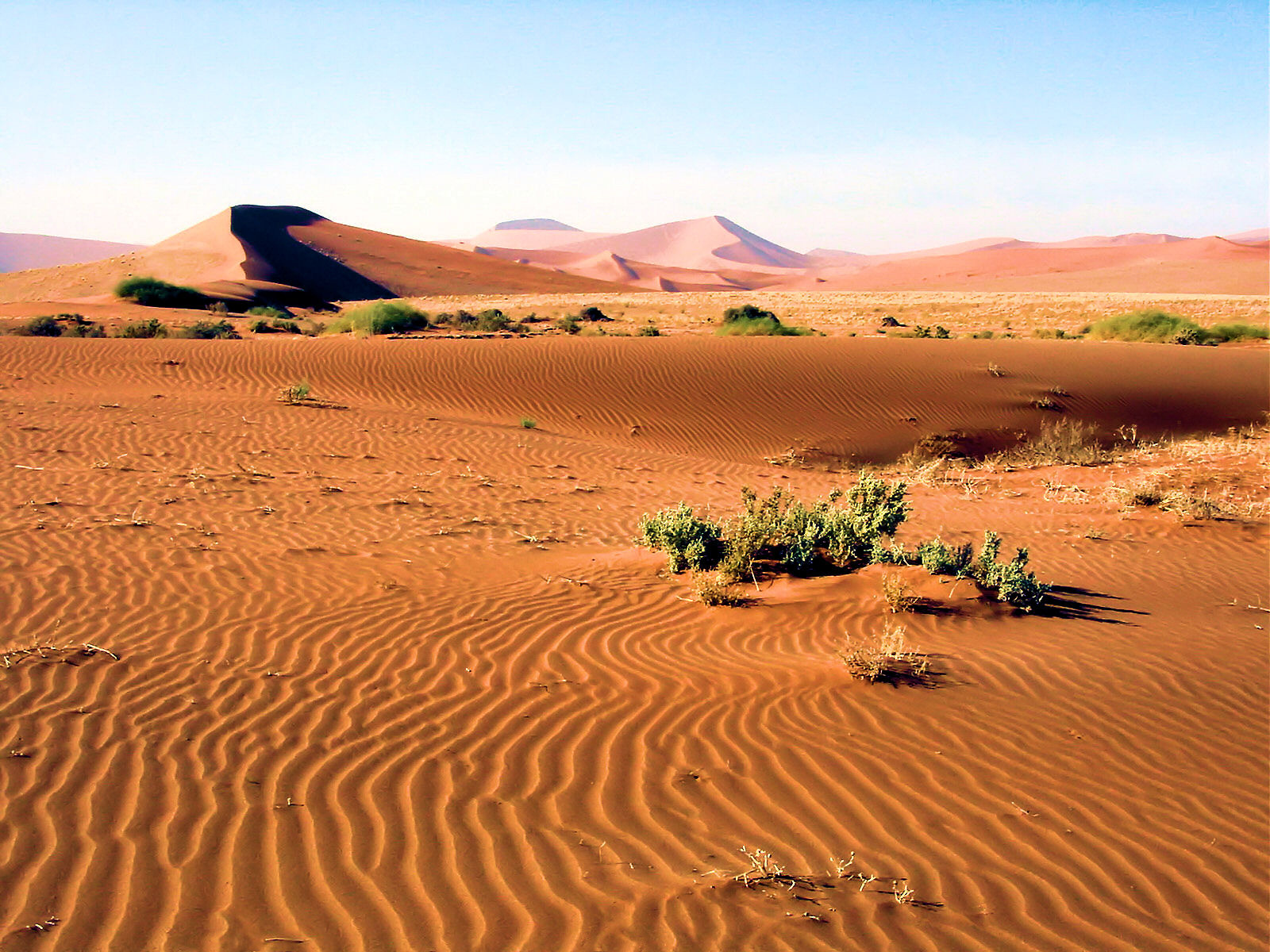
Ripples (en primer terme) al desert del Namib-Naukluft, Àfrica

- Ripples, acumulacions espaiades entre 5 cm i 2 m, amb alçades de 0,1 a 5 centímetres.
- Dunes, poden estar separades entre 3 i 600 m i presentar alçades entre 0,1 i 15 metres.
- Megadunes, aquests grans depòsits poden registrar separacions de 300 m fins a 3 km i alçades de 20 a més de 400 m.

Les diferències entre aquestes tres classes de formes eòliques són degudes als balanços entre els mecanismes de transport i deposició.
Els ripples són arrugues produïdes en sediments sense consolidar anàlogues a les que es formen sota l'aigua, però amb crestes una mica més agudes. Aquestes arrugues, formades per saltació de les partícules, són comuns a totes les superfícies de sorra.
Els processos per la formació de ripples estan relacionats amb la interacció dinàmica entre el flux del vent i el moviment de sedimentació. L'inici sol produir-se a l'atzar, amb la presència d'un petit obstacle a la superfície, un segment de sorra molla o una variació local de la mida del sediment o de la velocitat del vent; el resultat és l'aparició de petits monticles de sorra. Aquests monticles presenten una cara a sobrevent que registra la majoria dels impactes de les partícules, mentre que la cara oposada, la de sotavent, és la que rep els grans per saltació. Els grans més gruesos tendeixen a acumular-se a la cresta, mentre que el material més fi es deposita a les concavitats entre crestes.
Són, tanmateix, les construccions dunars les que expressen més comunament les morfogènesis del vent, per l'extensió dels espais que cobreixen, per la diversitat de formes i per les considerables dimensions que assoleixen a vegades. Les dunes poden presentar una fascinant varietat de models depenent de factors com:
- Subministrament de sorra.
- Velocitat del vent.
- Variabilitat en la direcció del vent.
- Característiques de la superfície per la qual es desplaça la sorra.

### Models de dunes

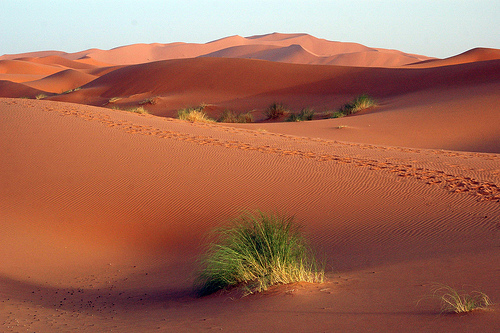
Erg Chebbi al Marroc.

Les varietats més freqüents de dunes són les transversals, barcanes, longitudinals i parabòliques. Totes es desplacen uns 15 m/any, als grans deserts, extenses àrees estan completament cobertes de sorra, se les coneix com a mars de sorra o ergs. Els més extensos es troben a Àfrica (Sàhara), Aràbia Saudita i Austràlia.
Els camps de dunes dels deserts són els més importants conjunts de modelatge eòlic de la superfície terrestre, s'estenen sobre centenars de quilòmetres. Molts camps estan compostos de grans i complexes construccions dunars, com els aklés del Sàhara o de l'Aràbia Saudita. Són grans acumulacions de sorra modelades en formes irregulars, anàrquiques i sense cap alineament sistemàtic.

## Sistemes desèrtics eòlics

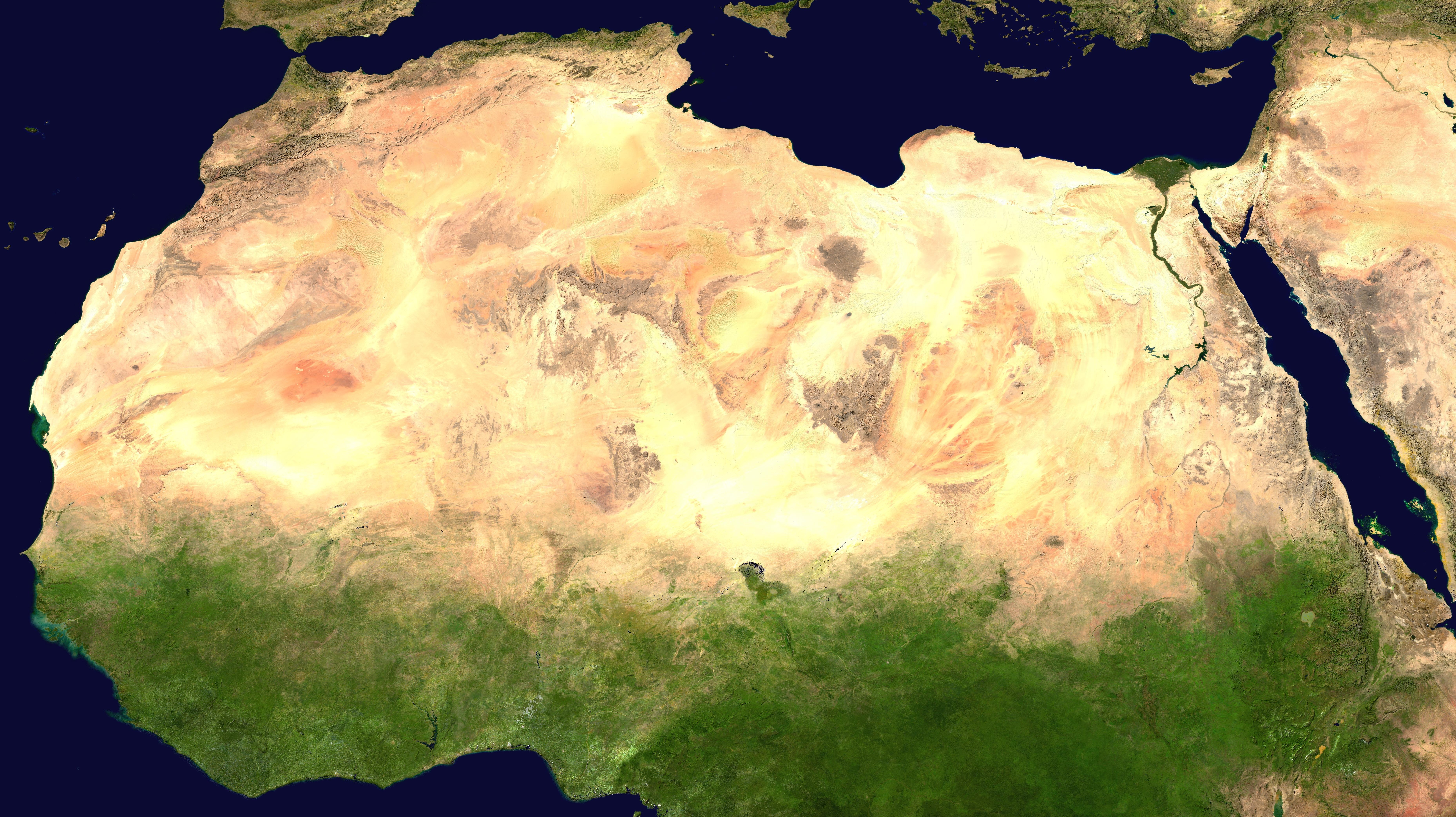
Imatge de satèl·lit del Sàhara

Els deserts cobreixen entre el 20 i el 25 per cent de la superfície terrestre moderna de la terra, sobretot entre les latituds de 10 a 30 graus nord o sud. Aquí la part descendent de la circulació atmosfèrica tropical (la cèl·lula de Hadley) produeix una pressió atmosfèrica elevada i suprimeix les precipitacions. Àmplies zones d'aquest desert estan cobertes de sorra transportada pel vent. Aquestes àrees s'anomenen ergs quan superen aproximadament 125 quilòmetres quadrats en àrea o camps de dunes quan són més petits. Els ergs i els camps de dunes representen al voltant del 20% dels deserts moderns o al voltant del 6% de la superfície terrestre total de la Terra.
Les zones sorrenques del món actual són una mica anòmales. Els deserts, tant en l'actualitat com en el registre geològic, solen estar dominats per ventiladors al·luvials en lloc de camps de dunes. L'abundància relativa actual de zones sorrenques pot reflectir la reelaboració dels sediments terciaris després de l'últim màxim glacial. La majoria dels deserts moderns han experimentat un canvi climàtic extrem de Quaternari, i els sediments que ara estan sent agitats pels sistemes de vent es van generar a les zones altes durant períodes pluvials (humits) anteriors i es van transportar a conques de deposició pel flux de corrents. Els sediments, ja classificats durant el seu transport fluvial inicial, es van filtrar encara més pel vent, que també va esculpir els sediments en formes de relleu eòliques.